# Tashi Zangmo
Tashi Zangmo (bhutanisch བཀྲ་ཤིས་བཟང་མོ, geb. ca. 1963, Wamrong, Bhutan) ist eine Aktivistin in Bhutan. Sie ist seit 2009 Executive Director der Bhutan Nuns Foundation (BNF).

## Leben
Zangmo wurde 1963 in Wamrong, Bhutan, geboren. Sie war das erste Mädchen aus ihrem Dorf und ihrer Familie, welches die Schule besuchen konnte. Nach Beendigung ihres Studiums arbeitete sie in den 1980ern als Sekretärin in der Verwaltung.
Später erwarb sie Abschlüsse an Hochschulen in Indien und den Vereinigten Staaten. Sie erwarb einen Abschluss in Buddhologie am Central Institute of Higher Tibetan Studies (CIHTS) in Varanasi und einen Bachelor in Development studies am Mount Holyoke College, Massachusetts. Eine Master und Ph.D. erhielt sie an der University of Massachusetts, Amherst.
Danach kam sie zurück nach Bhutan und wurde Executive Director der Bhutan Nuns Foundation. Die Stiftung war 2009 unter der Schirmherrschaft von Tshering Yangdon gegründet worden.
2018 wurde Zangmo als eine der BBC’s 100 Women geehrt.